# Lex Gellia Cornelia
La lex Gellia Cornelia va ser una llei de l'antiga Roma, datada l'any 72 aC (681 de la fundació de Roma), que va donar poder extraordinari a Gneu Pompeu Magne per atorgar la ciutadania romana a alguns hispans, després d'escoltar el que hi tenia a dir el consilium. Es va establir quan eren cònsols Luci Gel·li Publícola i Gneu Corneli Lèntul. La llei en general reconeixia la condició de ciutadans romans a tots aquells als que Gneu Pompeu Magne havia atorgat aquesta condició, bàsicament a Hispània.